# Barbara Claßen
Barbara Claßen (23 de noviembre de 1957-13 de enero de 1990) fue una deportista alemana que compitió para la RFA en judo. Ganó seis medallas en el Campeonato Mundial de Judo entre los años 1980 y 1987, y quince medallas en el Campeonato Europeo de Judo entre los años 1977 y 1986.

## Palmarés internacional
| Campeonato Mundial | Campeonato Mundial          | Campeonato Mundial | Campeonato Mundial |
| Año                | Lugar                       | Medalla            | Categoría          |
| ------------------ | --------------------------- | ------------------ | ------------------ |
| 1980               | Nueva York (Estados Unidos) | Medalla de plata   | –72 kg             |
| 1980               | Nueva York (Estados Unidos) | Medalla de bronce  | Abierta            |
| 1982               | París (Francia)             | Medalla de oro     | –72 kg             |
| 1984               | Viena (Austria)             | Medalla de plata   | –72 kg             |
| 1986               | Maastricht (Países Bajos)   | Medalla de bronce  | –72 kg             |
| 1987               | Essen (RFA)                 | Medalla de bronce  | –72 kg             |
| Campeonato Europeo |                             |                    |                    |
| Año                | Lugar                       | Medalla            | Categoría          |
| 1977               | Arlon (Bélgica)             | Medalla de bronce  | –72 kg             |
| 1978               | Colonia (RFA)               | Medalla de oro     | –72 kg             |
| 1979               | Kerkrade (Países Bajos)     | Medalla de oro     | Abierta            |
| 1979               | Kerkrade (Países Bajos)     | Medalla de bronce  | –72 kg             |
| 1980               | Údine (Italia)              | Medalla de oro     | Abierta            |
| 1980               | Údine (Italia)              | Medalla de bronce  | –72 kg             |
| 1981               | Madrid (España)             | Medalla de oro     | Abierta            |
| 1981               | Madrid (España)             | Medalla de plata   | –72 kg             |
| 1982               | Oslo (Noruega)              | Medalla de plata   | –72 kg             |
| 1982               | Oslo (Noruega)              | Medalla de bronce  | Abierta            |
| 1983               | Génova (Italia)             | Medalla de bronce  | –72 kg             |
| 1983               | Génova (Italia)             | Medalla de bronce  | Abierta            |
| 1984               | Pirmasens (RFA)             | Medalla de oro     | –72 kg             |
| 1985               | Landskrona (Suecia)         | Medalla de plata   | –72 kg             |
| 1986               | Londres (Reino Unido)       | Medalla de plata   | –72 kg             |